# Maria Teresa Mottaová
Maria Teresa Motta (* 19. duben 1963 Sanremo, Itálie) je bývalá reprezentantka Itálie v judu.

## Sportovní kariera
S judem začínala v Udine. V 80. letech se připravovala v Padově a přípravu na olympijské hry v Barceloně v roce 1992 absolvovala v Římě. Do Barcelony neodjížděla jako favoritka a neprošla ani přes první kolo. Po skončení reprezentační kariéry pracovala jako trenérka.

## Výsledky

### Váhové kategorie
| Turnaj             | 1979       | 1980       | 1981       | 1982       | 1983       | 1984       | 1985       | 1986       | 1987       | 1988       | 1989       | 1990       | 1991       | 1992       |
| Turnaj             | 16         | 17         | 18         | 19         | 20         | 21         | 22         | 23         | 24         | 25         | 26         | 27         | 28         | 29         |
| Turnaj             | těžká váha | těžká váha | těžká váha | těžká váha | těžká váha | těžká váha | těžká váha | těžká váha | těžká váha | těžká váha | těžká váha | těžká váha | těžká váha | těžká váha |
| ------------------ | ---------- | ---------- | ---------- | ---------- | ---------- | ---------- | ---------- | ---------- | ---------- | ---------- | ---------- | ---------- | ---------- | ---------- |
| Olympijské hry     |            |            |            |            |            |            |            |            |            |            |            |            |            | úč.        |
| Mistrovství světa  |            | ?          |            | 3.         |            | 1.         |            | úč.        | 5.         |            | úč.        |            | úč.        |            |
| Mistrovství Evropy | úč.        | ?          | —          | —          | 1.         | 3.         | 3.         | 7.         | 5.         | ?          | 5.         | 3.         | úč.        | 5.         |

### Bez rozdílu vah
| Turnaj             | 1979 | 1980 | 1981 | 1982 | 1983 | 1984 | 1985 | 1986 | 1987 | 1988 | 1989 | 1990 | 1991 | 1992 |
| Turnaj             | 16   | 17   | 18   | 19   | 20   | 21   | 22   | 23   | 24   | 25   | 26   | 27   | 28   | 29   |
| ------------------ | ---- | ---- | ---- | ---- | ---- | ---- | ---- | ---- | ---- | ---- | ---- | ---- | ---- | ---- |
| Mistrovství světa  |      | ?    |      | úč.  |      | —    |      | —    | —    |      | úč.  |      | —    |      |
| Mistrovství Evropy | —    | ?    | 3.   | 5.   | 2.   | 2.   | —    | 7.   | ?    | ?    | —    | —    | —    | —    |